# Rouge (brasilianische Band)

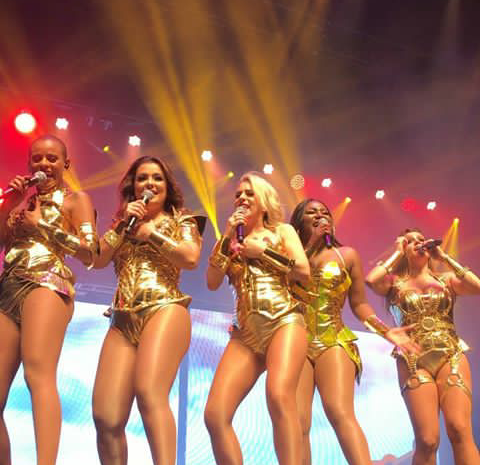
Rouge (2018), 15-Anos-Tour

Rouge ist eine brasilianische Pop-Girlgroup.

## Bandgeschichte
Rouge entstand 2002 aus der ersten brasilianischen Version des Gesangwettbewerbs Popstars, ausgestrahlt vom Sender SBT. Die Band bestand aus fünf Sängerinnen, die in Brasilien sehr erfolgreich waren. Ihre CDs und DVDs wurden mehr als 6 Millionen Mal verkauft. Allein das Debüt-Album fand 2 Millionen Abnehmer.

## Bandmitglieder
- Patrícia Lissa Kashiwaba Martins (* 29. März 1984 in Rolândia, Bundesstaat Paraná)
- Aline Wirley da Silva (* 18. Dezember 1981 in São Paulo, Bundesstaat São Paulo)
- Karin Pereira de Souza (* 7. Februar 1979 in Paracambi, Bundesstaat Rio de Janeiro)
- Fantine Rodrigues Thó (* 15. Februar 1979 in Barra do Garças, Bundesstaat Mato Grosso)
- Luciana Andrade (* 18. September 1978 in Varginha, Bundesstaat Minas Gerais)

## Diskografie

### Alben
- 2002: Rouge
- 2003: Rouge Remixes
- 2003: C'est La Vie
- 2004: Blá Blá Blá
- 2005: Mil e Uma Noites
- 2019: Les 5inq

### Videoalben
- Rouge. O Sonho De Ser Uma Popstar. (2002. Regionalcode 0. Enthält ein Hallenkonzert aus dem August 2002 von 38 Minuten sowie mehrere Extras: einen 33-minütigen Rückblick auf den Popstars-Wettbewerb, Biographie-Tafeln der fünf Sängerinnen, eine Diashow und die ersten beiden Musikvideos Não Dá Pra Resistir und Ragatanga.)

- C'est La Vie (2003. Regionalcode 0. Eine Edição Especial des dritten Albums mit einer bunt gemischten DVD als Beilage: Making Of, Choreographie, Quiz, Schwätzchen, Fotos und das dritte Musikvideo Brilha La Luna.)

- A Festa Dos Seus Sonhos. Mega Show Ao Vivo No Pacaembu. (2003. Regionalcode 4. Enthält das Konzert vom 21. September 2003 aus dem Estádio do Pacaembu in São Paulo vor 30.000 Zuschauern)